# مجلي وهبي
مجلي وهبي (بالعبرية: מגלי והבה) هو نائب درزي في البرلمان الإسرائيلي (الكنيست) ولد في 12 فبراير 1954. 

## حياته ونشأته
هو الآن متزوج وأب لأربعة أبناء ومقيم في قرية بيت جن الدرزية في الجليل الأعلى. حاصل على شهادة الماجيستر في موضوع الشرق الأوسط الجديد من جامعة حيفا، وحاصل على شهادة البكالوريوس في موضوع تاريخ الإسلام من الجامعة العبرية في القدس.

## مسيرته
يجيد مجلي وهبي إلى جانب لغته الأم ثلاث لغات العبرية والإنكليزية والفرنسية. خدم مجلّي وهبي في الجيش الإسرائيلي وسرح من الجيش برتبة مقدم. وتسلم عدة وظائف ومناصب منها: في السنوات ما بين 1999-2002,كان المدير العام لوزارة التعاون الإقليمي، في السنوات ما بين 1998-1999 كان مستشار سياسي كبير في وزارة الخارجية، وفي السنوات ما بين 1996-1999, مساعد وزير البنى التحتية. انتخب مجلي وهبي للكنيست الإسرائيلي السادسة عشرة، والحالية السابعة عشرة. في الكنيست السادسة عشرة عين عضو في لجنة الخارجية والأمن، وعضو في اللجنة المشتركة لميزانية الأمن، وعضو في لجنة التربية والتعليم. وفي الكنيست الحالية السابعة عشرة عين عضو في لجنة الكنيست، وعضو في لجنة المالية، وعضو في لجنة الداخلية وشؤون البيئة، وعضو في لجنة شكاوى الجمهور.
تولّى رئاسة إسرائيل لفترة وجيزة أثناء غياب موشيه كتساف في عطلة، نظراً لتزامن هذه العطلة مع غياب رئيسة الكنيست.